# Iglesia de la Virgen del Rosario (Goa)
La Iglesia de la Virgen del Rosario (o Nuestra Señora del Rosario) es una iglesia católica construida en 1544-1547, la más antigua aún en pie en Goa Vieja, Estado de Goa, India. Forma parte del conjunto de iglesias y conventos de Goa incluido como Patrimonio de la Humanidad.

## Historia
Según la leyenda, se construyó una pequeña capilla en honor a la Virgen del Rosario según las órdenes de Alfonso de Albuquerque, tras habertenido noticias de que los portugueses conquistaron Goa en 1510. Se dice que esta pequeña capilla fue diseñada, según Gaspar Correia, por el maestro constructor Antão, Nogueira de Brito en el Monte Santo en Goa Vieja.
30 años después, muchas personas ya vivían en el Monte Santo y los gobernantes portugueses reconocieron que el asentamiento necesitaba establecer una parroquia separada con su propia iglesia. Sin embargo, sobre la construcción de la misma, hay poca información, como que se iniciaría en 1543, junto con la Iglesia de Nuestra Señora de la Luz (en portugués: Igreja de Nossa Senhora da Luz) y la Capilla de Santa Catalina (en portugués: Capela de Santa Cantarina) Así, Goa, que fue la capital de la colonia portuguesa, contaría en las tres parroquias con tres iglesias.
La iglesia de la Virgen del Rosario se construyó en 1544-1547 cumpliendo el voto hecho por Afonso de Albuquerque al conocer la conquista de la ciudad de Goa. Había prometido construir una capilla en honor a la Virgen del Rosario en el lugar donde estuvo y está, en la parte superior noroeste del Monte Santo, cerca de la carretera entre Old Vieja y Panaji. Una carta puebla del rey portugués Juan III fechada en 1548 y otra carta fechada en 1549 deberían probar que la iglesia fue el resultado de la ampliación de la capilla original, que la iglesia fue "de nueva planta".
La información sobre esta construcción no es clara, pero según un documento datado en 1774, los oficiales del reino estaban en la iglesia. En una carta de 1548 al rey Juan III de Portugal, los miembros de la Fraternidad de la Virgen del Rosario parecen indicar que la iglesia actual fue resultado de la ampliación de la capilla el original.
En 1843, Panaji (Nueva Goa) se convirtió oficialmente en la sede administrativa de la India portuguesa, reemplazando a la ciudad de Goa (que gradualmente se conoció como Goa Vieja o Goa Velha) y luego cambió su nombre a Nueva Goa. Debido a la ubicación de la iglesia, se encuentra relativamente lejos del centro de la ciudad original de Goa Vieja: esta iglesia no ha cambiado su estado de iglesia desde que se edificó de facto. En el transcurso del cambio de la capital de Goa Vieja a la Nueva Goa (hoy es Panaji), perdió la importancia de la iglesia.
La iglesia fue renovada en 1897–1899.

## Arquitectura

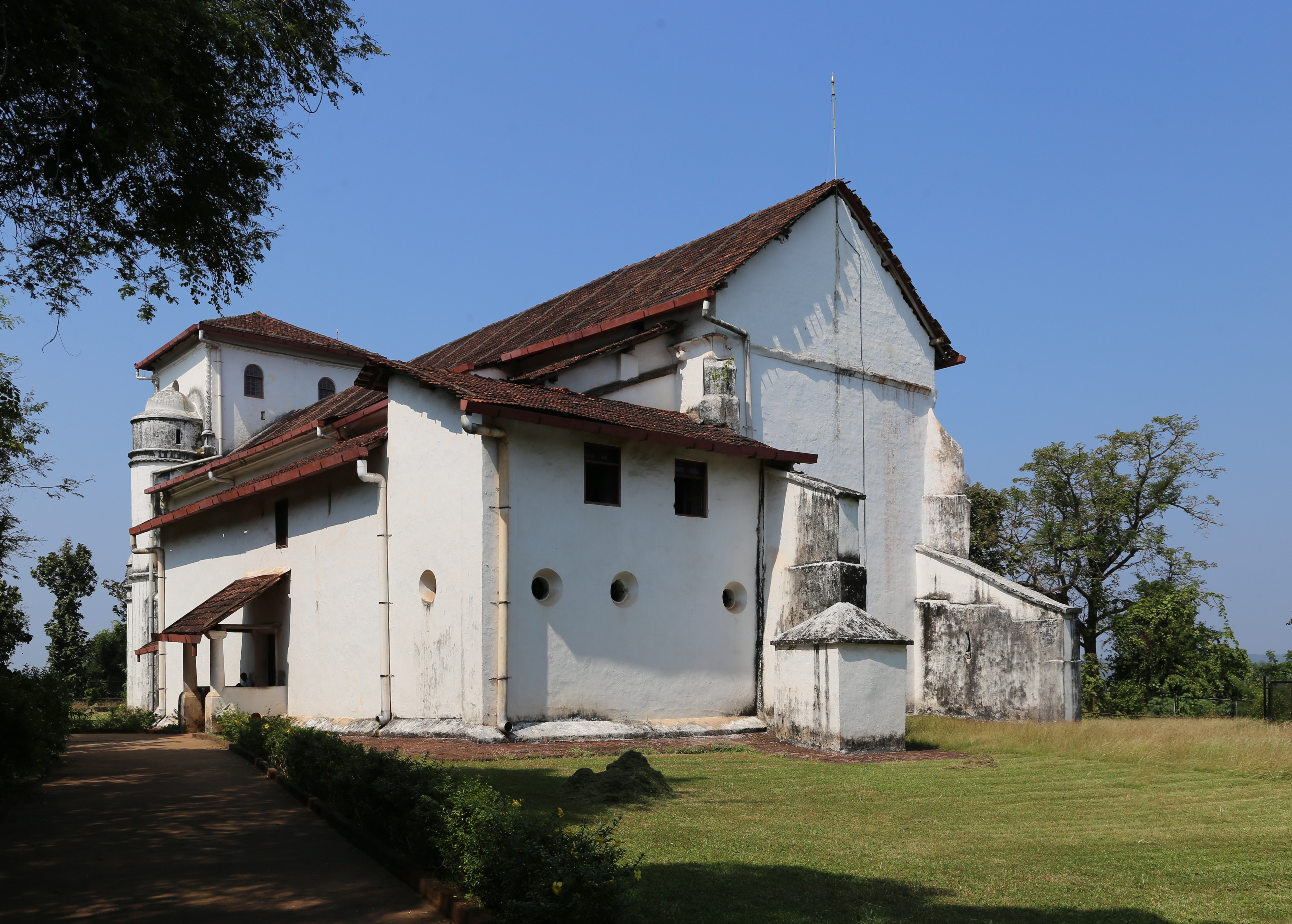
La iglesia de la Virgen del Rosario en Viejo Goa.

### Exterior
La iglesia de la Virgen del Rosario se considera los edificios conservados más antiguos de Goa Vieja. Además, es el único edificio que todavía mantiene una construcción fundamentalmente medieval y elementos arquitectónicos. La Iglesia es un testimonio de la cristianización anterior de Goa y es probablemente la única razón por la cual, debido a que estaba ubicada muy lejos de la ciudad actual (y lo es), por lo que evitó la modernización de los portugueses. Otros edificios que son de la misma época se han reconstruido y remodelado notablemente.
La fachada tiene tres pisos y dos pórticos almacenados flanqueados por torres redondas con cúpulas, coronadas con cruces. Las ventanas en lo alto, cerca del techo, dan la impresión de una iglesia fortaleza, que es cruciforme en el plano. Además, ligeros elementos de diseño manual indio son visibles en la fachada, amplios cordones se encuentran en la cornisa, así como las torres individuales. La torre sur tiene una escalera giratoria para llegar al coro alto.

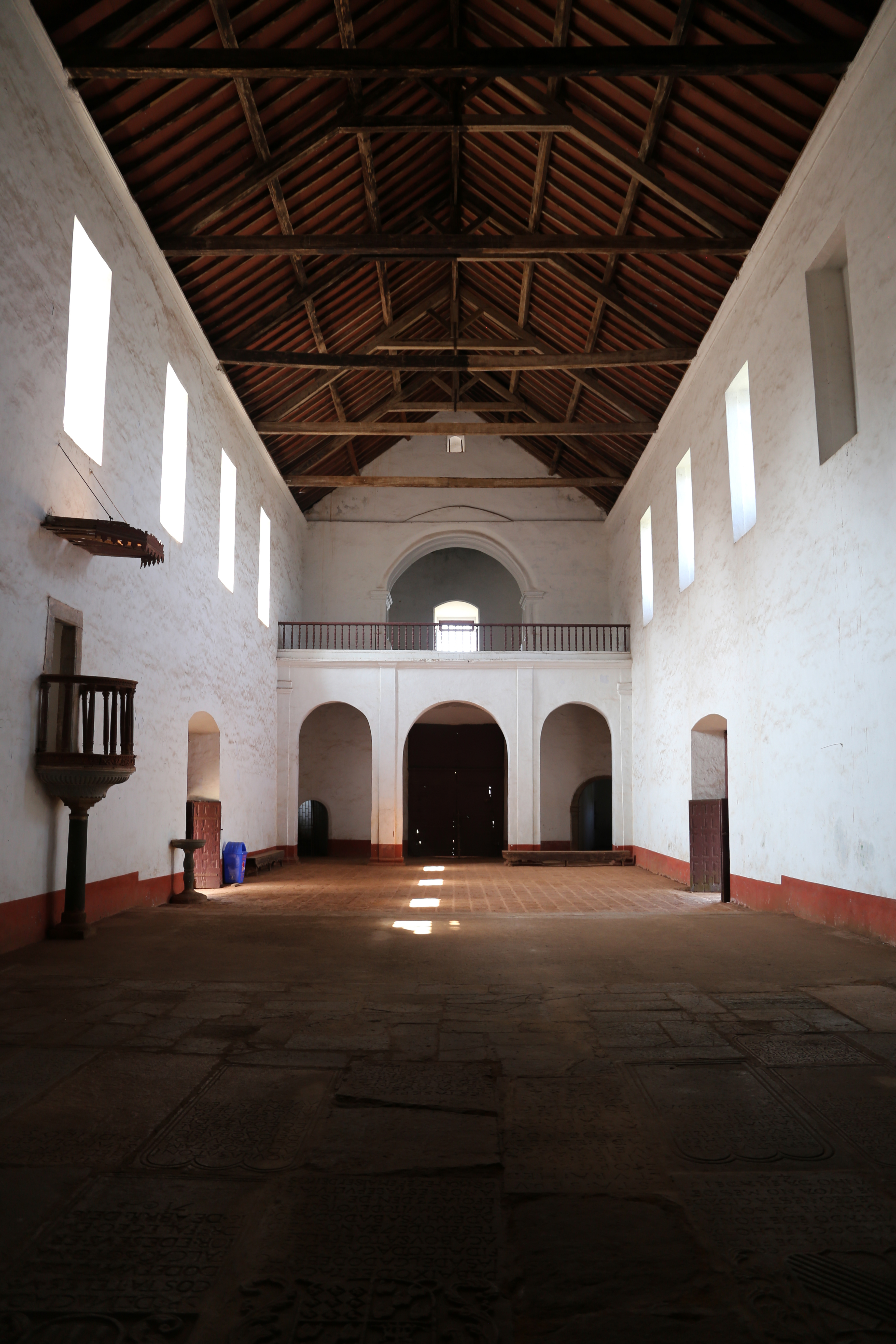
Entrada, vista del altar principal.

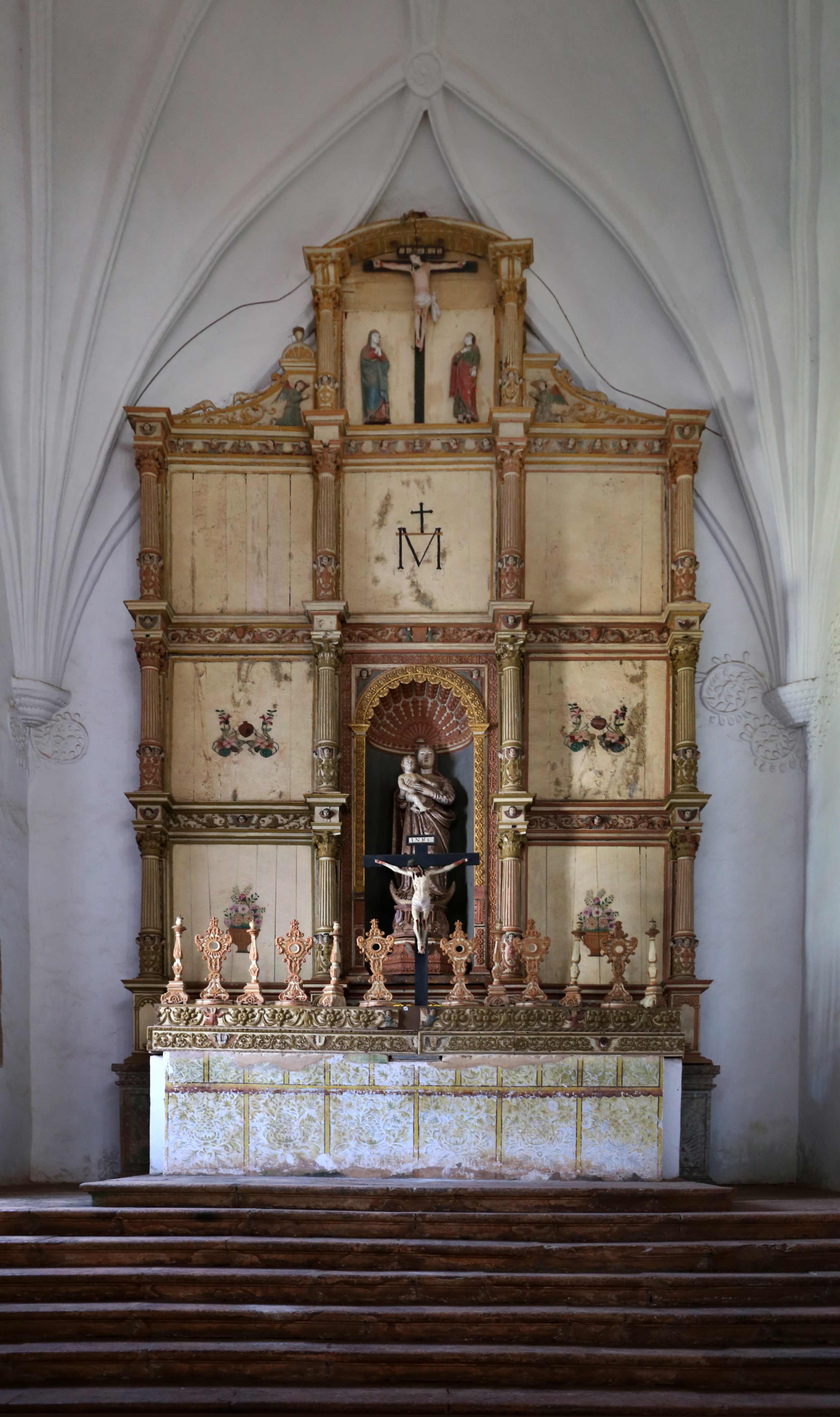
Altar principal de la Iglesia de la Virgen del Rosario.

Destaca la torre de la fachada de tres pisos, con sus contrafuertes cilíndricos en las esquinas delanteras y torres también cilíndricas en los ángulos con la nave. La torre sur contiene una escalera de caracol de acceso al coro superior, en el segundo piso de la fachada de la torre y la torre norte contiene en su planta baja la pila bautismal de la capilla. En el último piso de la fachada de la torre, marcada en las esquinas por columnas elegantes y ligeras, abra las ventanas por completo y por ambos lados, donde están suspendidas las campanas.
El estilo gótico y manuelino están presentes en el exterior y el interior. 

### Interior

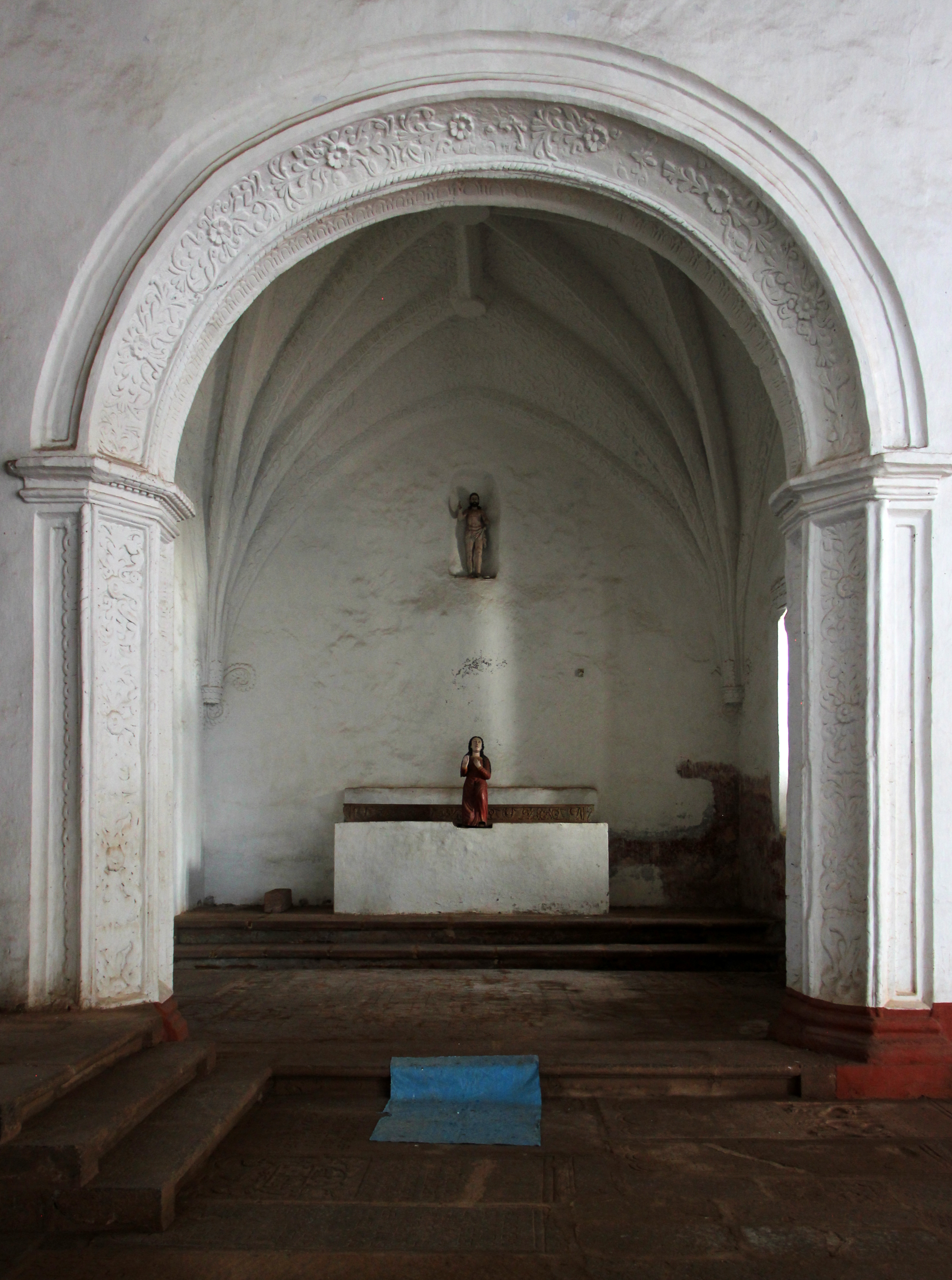
Altar de la Iglesia de la Virgen del Rosario.

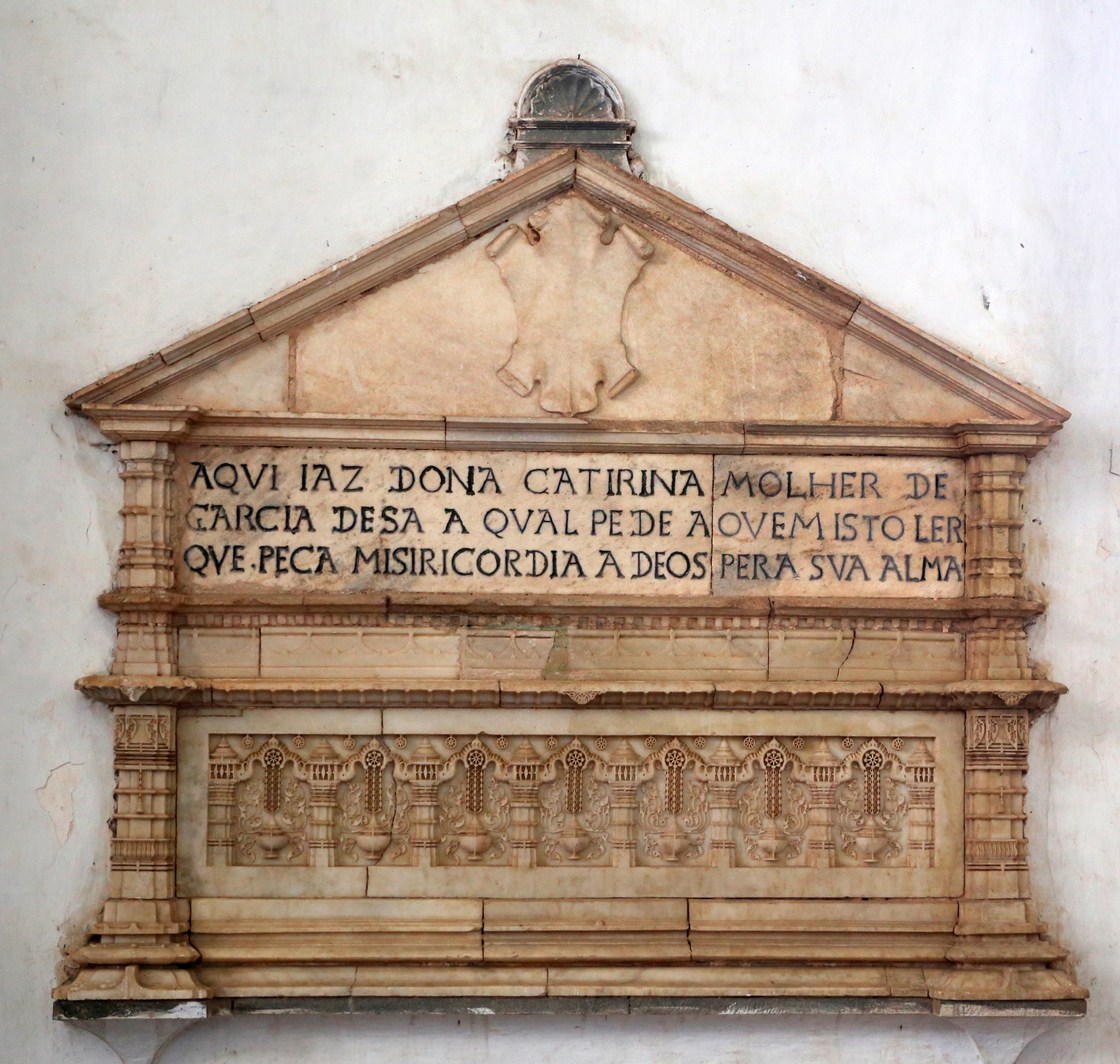
El epitafio conmemorativo de Doña Catalina, mujer Garcia de Sá, uno de gobernadores de India portuguesa

La iglesia tiene dos capillas y consta de una sola nave, con un altar principal, y otros dos altares laterales, haciendo un total de tres altares. El altar mayor está dedicado a la virgen titular del templo mostrando la influencia del estilo gótico que se ve en la bóveda de crucería del pórtico estilo manuelino. La nave presenta ahora un techo parcialmente abierto, tras el derrumbamiento de las partes en 1897. Las capillas laterales y el altar están dispuestos por una veta de hoja abovedada en forma de estrella.
Mientras que la bóveda del ábside corresponde al estilo gótico, diseñó la sala principal de la Iglesia en gran parte de estilo manuelino . En el ábside, la lápida con la inscripción:  

Aqui jaz Doña Catarina, mulher de García de Sá, un qual pede a quem isto ler que peça misericórida a Deus para sua alma
Aquí yace doña Catarina, esposa de García de Sá, que ruega a quien lo lea que pidan piedad a Dios por su alma.

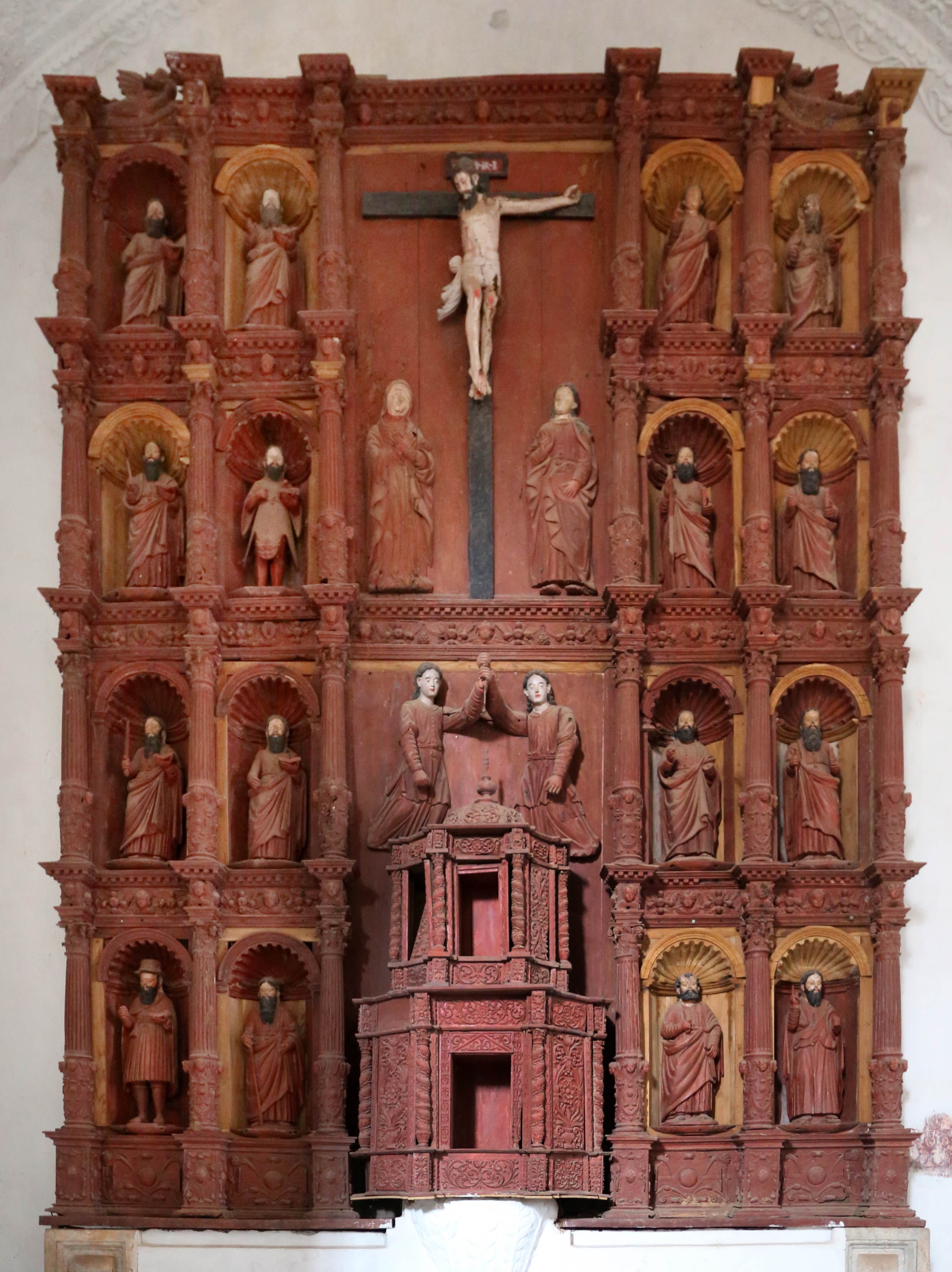
Retablo de la Crucifixión

Debajo del ábside: García de Sá (fallecido en junio de 1549), a su vez enterrado, gobernador colonial de la India portuguesa.

## Sitio de Patrimonio de la Humanidad en la India
En 1986, la UNESCO declaró a la iglesia como parte del conjunto "monasterios e iglesias de Goa", un sitio del Patrimonio de la Humanidad. En la base de datos de monumentos portugueses del Sistema de Informação para o Património Arquitectónico, que también incluye monumentos de las antiguas colonias portuguesas, se incluyó a esta Iglesia con el número 11444. En la base de datos del Archaeological Survey of India está registrado con el número N-GA-6. 